# Біле, червоне і…
«Біле, червоне і…» (італ. «Bianco rosso e...») — італійська кінодрама режисера Альберто Латтуади. Фільм вийшов 31 березня 1972 року з Адріано Челентано і Софі Лорен у головних ролях.

## Сюжет
Сестра Джермана нещодавно пережила смерть нареченого, прийняла обітницю черниці і повертається з Лівії до Італії. Вона стає на чолі провінційної лікарні Piazza. У лікарні безліч проблем, страйки персоналу і переповнені палати. Джермана повністю бере в свої руки управління установою, бере участь в операціях, домовляється з персоналом і наводить порядок. Один з пацієнтів атеїст і комуніст Аннібале Пецці, фактично живе в лікарні багато років. Між Джерманою і Аннібале поступово складаються складні відносини. Він намагається залицятися до сестри і одночасно сперечається з нею на політичні та релігійні теми. Джермана відкидає ці спроби, натякаючи на те що Аннібале потрібно перестати боятися життя і покинути стіни лікарні. Аннібале стверджує, що під впливом Джермани почав самостійно вивчати медицину і скоро стане лікарем.
Профспілки міста проводять акцію протесту і в ній бере участь Аннібале. Протестуючі перекривають автомагістраль. Злочинці, які намагаються сховатися, проїжджають по магістралі і збивають Аннібале. Його доставляють в лікарню і він помирає на руках у Джермани.

## У ролях
- Адріано Челентано — Аннібале Пецці
- Софі Лорен — сестра Джермана
- Фернандо Рей — головний лікар
- Хуан Луїс Гальярдо — Гвідо
- Луїс Марін — лівійський офіцер
- Джузеппе Маффіолі — доктор Аррігі
- Пілар Гомес Феррер — сестра Тереза
- Патриція Де Клара — сестра Катеріна
- Тереса Рабаль — Ліза
- Валентіне — Мартіна
- Тіна Омон — сеньора Річчі
- Антоніо Альфонсо — Джино
- Альдо Фаріна — Валенцані
- Алессандра Муссоліні — сестра Джермана в дитинстві

## Знімальна група
- Режисер — Альберто Латтуада;
- Оператор — Альфіо Контіні;
- Сценарій — Тоніно Гуерра, Альберто Латтуада;
- Композитор — Фред Бонджусто;
- Продюсер — Карло Понті.